# Vollzugsrat des Arbeiter- und Soldatenrates Groß-Berlin
Der Vollzugsrat des Arbeiter- und Soldatenrates Groß-Berlin beanspruchte in der Novemberrevolution von 1918 die Rolle einer vorläufigen Zentralinstanz der Arbeiter- und Soldatenräte in Groß-Berlin, Preußen und des Reiches. Er hatte die Aufgabe, bis zum Zusammentritt des ersten Reichsrätekongresses im Dezember 1918 die provisorischen Regierungen, den Rat der Volksbeauftragten unter Friedrich Ebert auf Reichsebene und den unter Paul Hirsch in Preußen, zu kontrollieren. Von Dezember 1918 bis zu seiner Auflösung im Sommer 1919 wirkte der Vollzugsrat als oberste Instanz der Berliner Räte weiter.

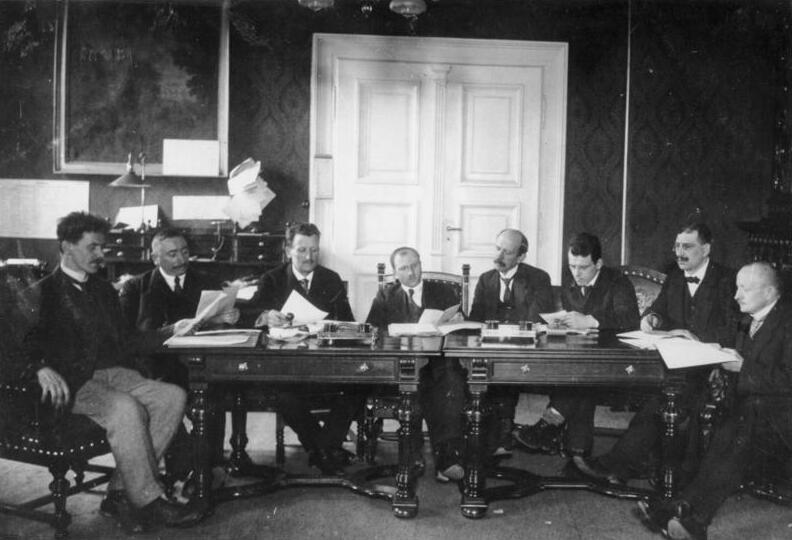
Sitzung des Vollzugsrats

## Vorgeschichte
Bereits während des Januarstreiks von 1918 gab es mit dem als Streikleitung amtierenden Aktionsausschuss aus Vertretern von USPD und MSPD einen Vorläufer des späteren Vollzugsrates. 
Ende Oktober 1918 tauchte der Begriff Vollzugsausschuss der Arbeiter- und Soldatenräte in einem Aufruf erstmals auf. In diesem geheim agierenden Gremium gaben die revolutionären Obleute, ergänzt um den gerade aus dem Gefängnis entlassenen Karl Liebknecht und Politiker des linken Flügels der USPD wie z. B. Georg Ledebour, den Ton an. Dieser illegal operierende Arbeiterrat hatte sich die Planung einer revolutionären Aktion für Berlin zum Ziel gesetzt, daher war die MSPD hier nicht vertreten. Allerdings gab es auch innerhalb der beteiligten Linkssozialisten erhebliche Meinungsunterschiede zwischen den Spartakusanhängern auf der einen Seite und den USPD-Leuten Hugo Haase und Wilhelm Dittmann sowie den revolutionären Obleuten Richard Müller und Emil Barth auf der anderen Seite. Streit gab es vor allem um die Taktik und den Termin des geplanten Aufstandes. Die Vorstellungen für eine nachrevolutionäre Ordnung waren ebenfalls unklar.

## Novemberrevolution
Am 8. November begann der illegale Vollzugsausschuss mit Flugblättern an die Öffentlichkeit zu gehen und rief zum Generalstreik auf. Aber die eigentlichen politischen Weichenstellungen wurden am 9. und 10. November 1918 von den Parteiführungen von MSPD und USPD getroffen. Dabei setzte sich die MSPD durch und mit der Bildung des Rates der Volksbeauftragten als Revolutionsregierung wurde der Parole „Alle Macht den Räten“ de facto eine Absage erteilt, denn hier herrschten faktisch die Spitzen der Parteien, einzig Emil Barth kann als Vertreter der eigentlichen Rätebewegung gelten. Allerdings setzte die USPD bei der Regierungsbildung die Formulierung durch: „Die politische Gewalt liegt in den Händen der Arbeiter- und Soldatenräte, die zur Vollversammlung aus dem ganzen Reich alsbald zusammengerufen sind.“
Die in den Berliner Industriebetrieben verwurzelten Revolutionären Obleute waren von den Entwicklungen überrascht worden. Eigentlich wollten sie erst am 11. zum Generalstreik aufrufen, die Flottenrevolte und die Revolution in Kiel hatten sie jedoch zum Handeln genötigt. Am 9. November setzten zwei ihrer führenden Personen, Emil Barth und Richard Müller, während einer recht ungeordneten Versammlung der Soldatenräte im Reichstag den Beschluss durch, dass am kommenden Tag in den Fabriken und Kasernen der Hauptstadt neue Räte gewählt werden sollten, die am Abend zu einer Vollversammlung zusammenkommen sollten. Diese sollten eine provisorische Regierung wählen. Auf 1000 Arbeiter und Arbeiterinnen sollte ein Delegierter kommen, entsprechendes galt für die militärischen Einheiten.
Dem MSPD-Politiker Otto Wels gelang es, die Vertreter der Soldaten auf die Linie der Partei zu bringen. Um die Arbeitervertreter warb die Partei mit der Parole „Kein Bruderkampf.“ Umgekehrt forderten Spartakus und Revolutionäre Obleute dazu auf, keine Vertreter der MSPD zu wählen.

## Bildung des Vollzugsrates

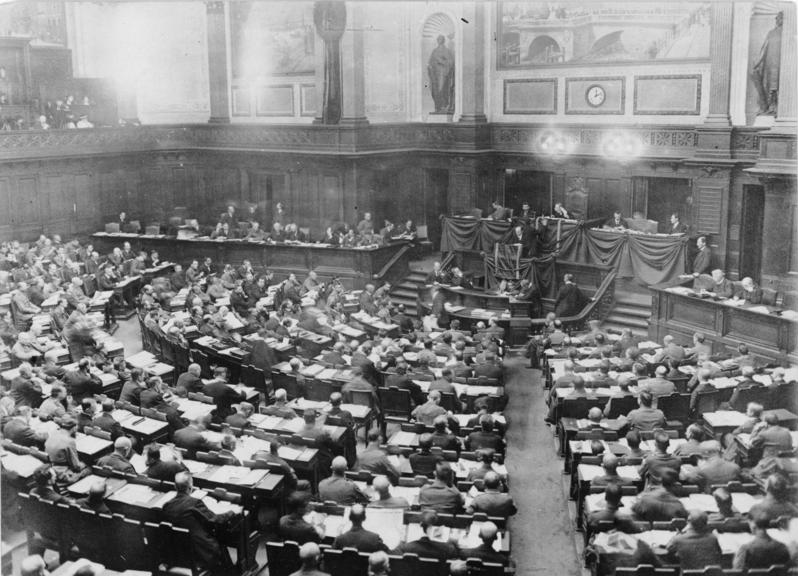
Reichskongress der Arbeiter- und Soldatenräte im preußischen Abgeordnetenhaus in Berlin am 16. Dezember 1918 während der Eröffnungsrede des Vollzugsratsmitglieds und Vertreters der Revolutionären Obleute, Richard Müller

Am Abend des 10. November kamen etwa 3000 Arbeiter- und Soldatenräte im Cirkus Busch zusammen. Eine Legitimationskontrolle fand nicht statt. Die Mehrheit von ihnen unterstützte die Politik der MSPD und die bereits am Vortag zwischen den Parteien beschlossene Bildung des Rates des Volksbeauftragten unter Friedrich Ebert. 
In der Versammlung wurde so etwas wie eine Fraktionsbildung SPD, USPD, Linke USPD sowie revolutionäre Obleute/Spartakus deutlich. Emil Barth beantragte die Bildung eines Aktionsausschusses der Vollversammlung und schlug als Mitglieder Vertreter der Revolutionären Obleute und des Spartakusbundes vor. Ziel war die Schaffung eines revolutionären Gremiums als Gegengewicht zum Rat der Volksbeauftragten und die Rückgewinnung der Initiative für die radikale Linke, die die Revolution vorbereitet hatte. Ebert verlangte stattdessen einen paritätisch aus Mitgliedern von USPD und MSPD besetzten Ausschuss. Nach heftigen Auseinandersetzungen wurde vor allem auf Druck der Soldatenvertreter ein gemeinsames Gremium beschlossen. Die Bezeichnung war unterschiedlich – eine Version lautete: „Vollzugsrat des Arbeiter- und Soldatenrates in Berlin“ eine andere „Der Vollzugsrat des Arbeiter- und Soldatenrates Groß-Berlin.“ Die gebräuchlichste Variante war „Der Vollzugsrat der Arbeiter- und Soldatenräte Groß-Berlins.“

## Zusammensetzung
Das Komitee der Arbeiter bestand aus 14 Mitgliedern. Von diesen gehörten je sieben der MSPD und der USPD an. Die Mitglieder der USPD waren anfangs Emil Barth, Paul Eckert, Georg Ledebour, Richard Müller, Paul Neuendorf und Paul Wegmann. Bis auf Ledebour kamen sie aus den Reihen der revolutionären Obleute. Die Mitglieder der MSPD waren Franz Büchel, Gustav Heller, Ernst Jülich, Max Maynz, Otto Hiob (?) und Oskar Rusch. Die meisten von ihnen waren gewerkschaftsnahe Betriebsvertrauensleute. Die Mehrzahl der ebenfalls 14 Soldatenvertreter gehörte keiner Partei an. Später kam als Soldatenvertreter Max Cohen-Reuß, ein sozialdemokratischer Reichstagsabgeordneter, in das Gremium. Für die USPD kam später Ernst Däumig hinzu. Zusammen bildeten Arbeiter- und Soldatenkommission den „Volkszugsrat der Arbeiter- und Soldatenräte Groß-Berlin.“ Der Vorsitzende wurde Richard Müller.
Die Kritik der bürgerlichen und sozialdemokratischen Presse richtete sich gegen den Anspruch des Vollzugsrates für ganz Deutschland zu sprechen, obwohl er nur aus Berlinern bestand. Daher beschloss der Vollzugsrat am 23. November die Erweiterung um Mitglieder aus dem gesamten Reich. Im Laufe der Zeit stießen aus den verschiedenen Ländern und Militäreinheiten weitere Delegierte hinzu. Frauen waren zunächst nicht vertreten. Die hervorragenden Persönlichkeiten waren Max Cohen, Ernst Däumig, Georg Ledebour und insbesondere Richard Müller.

## Organisation

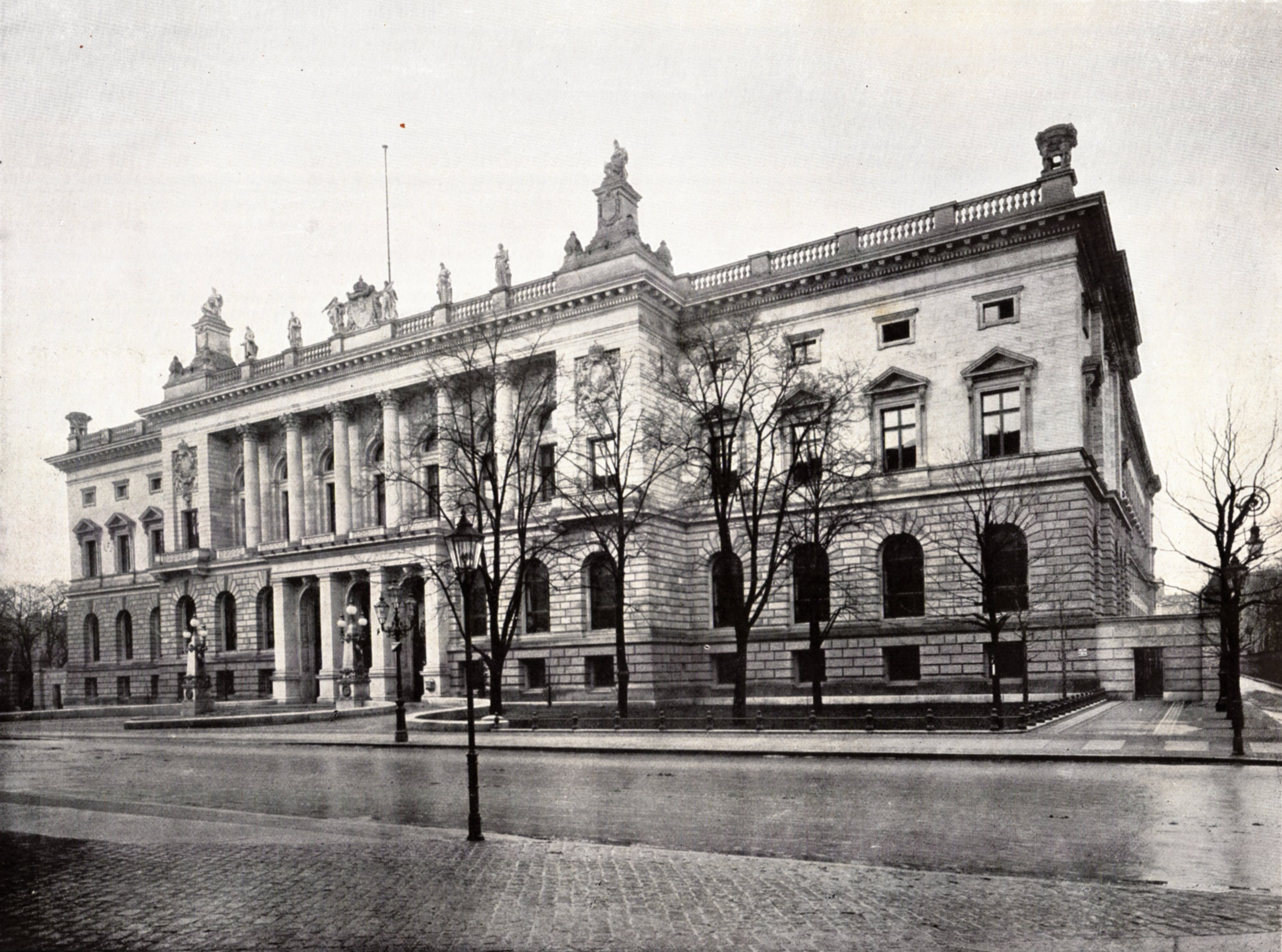
Sitz des Vollzugsrates war das Preußische Abgeordnetenhaus

Der Vollzugsrat kam anfangs täglich, später durchschnittlich alle zwei Tage zu Plenarsitzungen zusammen. Bei seiner ersten Sitzung am 11. November tagte der Vollzugsausschuss im Reichskanzlerpalais. Danach hatte er seinen Sitz im Gebäude des preußischen Abgeordnetenhauses. Teile der Büros waren im ehemaligen preußischen Herrenhaus untergebracht. Am 12. November wurde für Verwaltungszwecke ein Sekretariat gegründet. Geleitet wurde es von Paul Blumenthal von den Revolutionären Obleuten. Leiter des Zentralbüros wurde der Rechtsanwalt Dr. James Broh (USPD). Kurze Zeit später wurden unterschiedliche Ressorts eingerichtet und Beauftragte für bestimmte Aufgaben benannt. Leiter der Presse-, Propaganda- und Nachrichtenstelle etwa wurde Felix Stössinger. Allerdings fehlte insgesamt eine klare Struktur. Trotz verschiedener Bemühungen, etwa der Einrichtung von vier Ausschüssen mit jeweils zugehörigen Hauptbüros, blieb die Organisation ineffektiv. Auch wegen der inneren Gegensätze konnte von einer politisch und organisatorisch geschlossenen Institution keine Rede sein, denn die MSPD-Vertreter waren dem Rätesystem grundsätzlich abgeneigt und arbeiteten auf eine parlamentarische Ordnung hin, der Vollzugsrat hatte für sie allerhöchstens provisorischen Charakter. USPD und Obleute hingegen sahen den Vollzugsrat als Kopf und Keimzelle einer durch die Revolution zu verwirklichenden Räterepublik.

## Anspruch und Realität

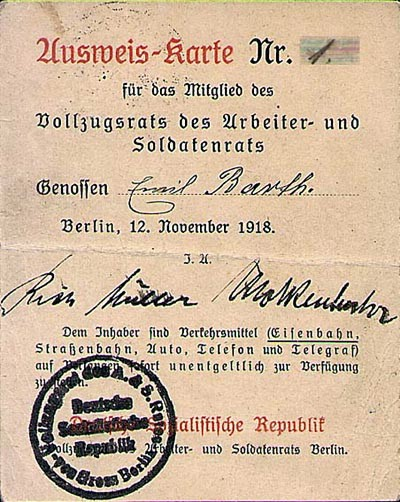
Ausweis für das Mitglied des Vollzugsrates Emil Barth, unterschrieben durch Richard Müller und Brutus Molkenbuhr als Vorsitzende des Rates

Auf der ersten Sitzung des Rates wurde die provisorische Regierung bestätigt. Einen Tag später, am 12. November, geschah dasselbe mit der provisorischen preußischen Regierung. Im Vollzugsrat versuchten die Vertreter der Revolutionären Obleute und der USPD, insbesondere Richard Müller und Ernst Däumig als Vordenker, rätedemokratische Elemente für die Gestaltung der Republik durchzusetzen. Der Vollzugsrat beanspruchte die höchste Gewalt zunächst für die Stadt Berlin und dann, ab 11. November, dass alle Tätigkeiten der Kommunen, der Länder und des Reiches „im Auftrage des Vollzugsrates des Arbeiter- und Soldatenrates“ zu erfolgen hätten. Sogar den Anspruch auf diktatorische Gewalt sowie legislative und exekutive Kompetenzen wurde erhoben. Über eine Durchsetzungsmöglichkeit dieser Ansprüche verfügte der Rat insbesondere angesichts des Ebert-Groener-Pakts aber nicht. Der Aufbau einer Roten Garde musste angesichts des Widerstandes von SPD und Soldatenvertretern bald wieder aufgegeben werden. Der Rat der Volksbeauftragten erkannte den alles umfassenden Kompetenzanspruch des Vollzugsrates nie an. Exekutive Befugnisse wurden ihm nicht zugestanden, vielmehr stellte er aus Sicht der Regierung so etwas wie ein Übergangsparlament dar. Auch innerhalb des Vollzugsrates ließ sich der umfassende Anspruch wegen der politischen Gegensätze kaum durchsetzen: die MSPD blockierte die Durchsetzung der Machtansprüche des Vollzugsrates gegenüber dem Rat der Volksbeauftragten.
In vielen Bereichen herrschte dennoch Einigkeit zwischen den unterschiedlichen Lagern des Vollzugsrates. Einig war man sich darin, den Militarismus zu beseitigen und ein friedliches, demokratisches und sozialistisches Deutschland zu schaffen. In welcher Art und Weise dies geschehen sollte, war indes umstritten. Einige sahen in der Schaffung einer parlamentarisch-demokratischen Republik einen Weg zum Sozialismus, andere plädierten für die Ziele der Rätebewegung und einige sahen in Sowjetrussland ein Vorbild. Die Auseinandersetzungen im Vollzugsrat spiegelten damit die unklare Vorstellung über den einzuschlagenden Weg in der gesamten Rätebewegung wider.

## Gegenkräfte
Der Vollzugsrat wurde nicht von allen Kräften anerkannt. Dies gilt zunächst für die gegenrevolutionären Kräfte. Anfang Dezember planten hohe Beamte und Offiziere, Ebert zu überreden, mit militärischen Mitteln eine vorübergehende Diktatur auszuüben, um die Räte und insbesondere den Vollzugsrat auszuschalten. Aber auch Teile der MSPD und der Soldatenräte lehnten den Vollzugsrat ab.
Am 6. Dezember marschierte eine Gruppe von Soldaten zur Reichskanzlei; größtenteils Angehörige des Infanterieregiments Kaiser Franz. Ihr Kommandant, ein Feldwebel namens Spiero, hielt eine Rede gegen die „Misswirtschaft“ des Vollzugsrates und forderte eine baldige Wahl der Nationalversammlung. Zum Schluss rief er Ebert zum Reichspräsidenten aus. Dieser verhielt sich zögernd, entgegnete aber, diese Entscheidung müsse vom Rat der Volksbeauftragten gemeinsam getroffen werden. Zeitgleich setze eine Abteilung der Franzer, auf vermeintlichen Befehl der Volksbeauftragten, den Vollzugsrat fest. Die anwesenden Emil Barth (selbst Volksbeauftragter) und  Max Cohen-Reuß (selbst in Uniform der Franzer) konnten die Soldaten jedoch überzeugen, dass der Rat der Volksbeauftragten die Verhaftung des Vollzugsrates niemals angeordnet hatte.

## Niedergang
Die eigentliche Bedeutung des Vollzugsrats als Kontrollorgan der Regierung endete mit dem ersten Reichsrätekongress  (16. bis 21. Dezember 1918) und der Bildung eines Zentralrates der Deutschen Sozialistischen Republik.
Damit verlor der Vollzugsrat seine reichsweite Bedeutung. Seine Wirkung beschränkte sich seitdem auf das Gebiet von Berlin und Umgebung (in etwa in den Grenzen des 1920 gebildeten Groß-Berlin). Für das Reich wurde der Zentralrat gewählt, welcher die Kompetenzen des Vollzugsrates übernahm. Dieser jedoch wurde von der USPD boykottiert. Daher bestand er nur aus Mehrheitssozialdemokraten und konnte kein Gegengewicht zum Rat der Volksbeauftragten werden. Erst als die Bedeutung des Vollzugsrates nur noch eine beschränkte war, konnten sich Ende Januar 1919 die rätedemokratischen Tendenzen in ihm weitgehend durchsetzen. Ursache war nicht zuletzt die Einführung des Verhältniswahlrechts zugunsten der Parität, was für eine linke Mehrheit sorgte. Insbesondere als Streikleitung während der Märzstreiks des Jahres 1919 gewann der Rat noch einmal an Bedeutung. Die Streiks verlangten eine zügige Durchführung der lange versprochenen Sozialisierung und die Verankerung der Räte in der Weimarer Verfassung, konnten sich jedoch nicht durchsetzen. In Berlin kamen bei der gewaltsamen Niederschlagung der Märzstreiks unter dem Kommando von Gustav Noske etwa 1200 Menschen ums Leben. Im Juni/August 1919 spalteten sich der Vollzugsrat und die Berliner Rätebewegung in Anhänger der MSPD auf der einen Seite und der USPD/KPD auf der anderen Seite. Der MSPD-Vollzugsrat schlief schnell ein, während der rote Vollzugsrat sich weiter um eine Koordination der Arbeiterräte bemühte (die Soldatenräte waren mit der Jahreswende faktisch zusammengebrochen). Der Rote Vollzugsrat wurde schließlich im Sommer 1919 gewaltsam aufgelöst. Eine erhebliche personelle, politische und organisatorische Kontinuität zum Vollzugsrat wies dann die Berliner Betriebsrätezentrale auf. Sie existierte noch bis Ende 1920.